# Colgrevance
Sir Colgrevance – jeden z Rycerzy Okrągłego Stołu. Kuzyn sir Ywaina, znany z uprzejmości i elokwencji.
Po raz pierwszy pojawia się w Yvain, Rycerz Lwa autorstwa Chretiena de Troyes. Po sutym posiłku opowiada on grupie rycerzy i królowej Ginewrze o swojej przygodzie w lasach Broceliande. Gdy lał wodę z basenu z czarodziejskiej fontanny w Broceliande na szmaragd pojawił się czarny rycerz i wyzwał go na pojedynek. Colgrevance przegrał, ale udało mu się zbiec.
Colgrevance pojawia się potem w serii opowieści o Lancelocie i Graalu, jako wspaniały rycerz, ale jego pokrewieństwo z Ywainem nie jest już takie oczywiste. Ginie podczas wyprawy w poszukiwaniu Graala, próbując powstrzymać sir Lionela od zabicia własnego brata – sir Borsa. Thomas Malory podaje jednak inną wersję śmierci rycerza w swoim Le Morte d’Arthur. Zamiast brać udział w wyprawie, Colgrevance zostaje jednym z dwunastu rycerzy, którzy pomagali sir Agravainowi i sir Mordredowi nakryć razem Lancelota i Ginewrę. W tej wersji zginął z ręki bezbronnego Lancelota, gdy ten uciekał z komnaty Ginewry. Lancelot użył następnie jego miecza do zabicia reszty jego kompanów (jedynie Mordred zdołał uciec).
Roger Sherman Loomis i inni badacze legend arturiańskich spekulowali, że postać Colgrevance’a została stworzona specjalnie jako przeciwieństwo dla postaci sir Kaya w jakiejś wczesnej, zaginionej obecnie wersji Yvaina.... Colgrevance jest dokładnie taki, jaki nie jest Kay: grzeczny, pełen szacunku, dobrze wychowany.